# Azelia trigonica
Azelia trigonica är en tvåvingeart som beskrevs av Willi Hennig 1956. Azelia trigonica ingår i släktet Azelia och familjen husflugor. Arten är reproducerande i Sverige. Inga underarter finns listade i Catalogue of Life.